# Vinařice (hrad)
Vinařice jsou zaniklý šlechtický hrad z počátku 14. století. Stál na ostrožně Zámeckého vrchu nad jihovýchodním cípem stejnojmenné obce v nadmořské výšce 330 metrů. Opuštěn byl v průběhu druhé poloviny 16. století. Z hradu se dochovalo oválné hradiště se zbytky valu a příkopu poškozené intenzivní zemědělskou činností.

## Historie

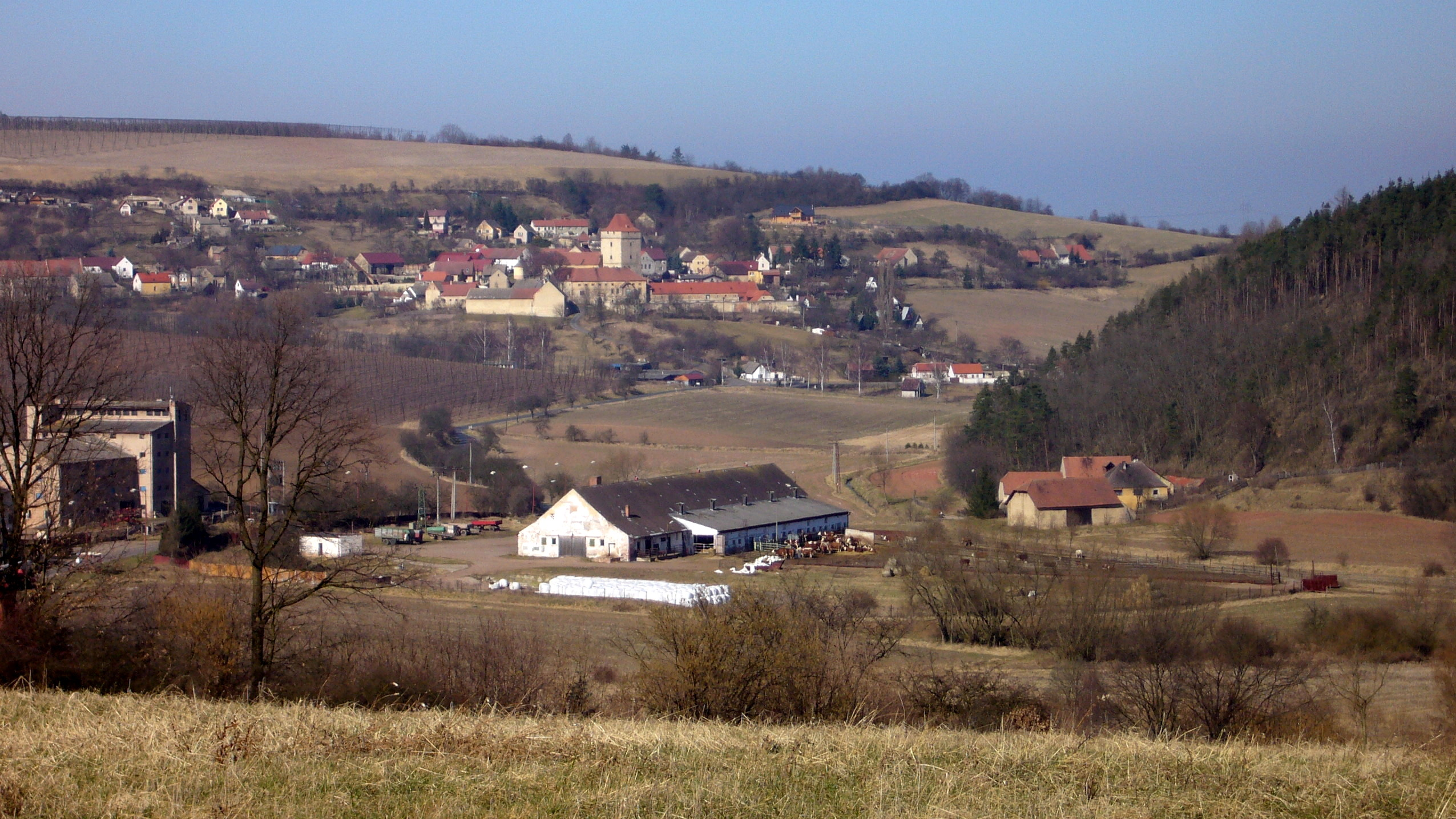
Pohled z hradu na sousední Divice s tvrzí

První písemná zmínka o Vinařicích je uvedena roku 1328 v predikátu Jana z Vinařic. Jiný zdroj však uvádí stejného majitele již roku 1238. Za možného zakladatele hradu ale nejasně považuje Bičena z Vinařic, který na hradě sídlil v letech 1318–1324 a vedl řadu sporů se sousedními zemany, nebo Jindřicha z Dubé, který též roku 1319 používal přídomek z Vinařic.
V polovině 14. století se hrad stal majetkem rodu Podmokelských z Prostiboře, v jejichž držení zůstal až do doby po husitských válkách. Jako další majitelé jsou známi Jeník z Divic (od roku 1470) a páni z Klinštejna (od roku 1488). Poslední držitel z jejich rodu zemřel před rokem 1519 a po něm se novým majitelem stal Děpolt z Lobkovic a na Bílině. V majetku Lobkoviců hrad zůstal i nadále, ale majitelé panství sídlili na tvrzi v Divicích a hrad byl opuštěn. Jako pustý je uváděn roku 1586.

## Stavební podoba

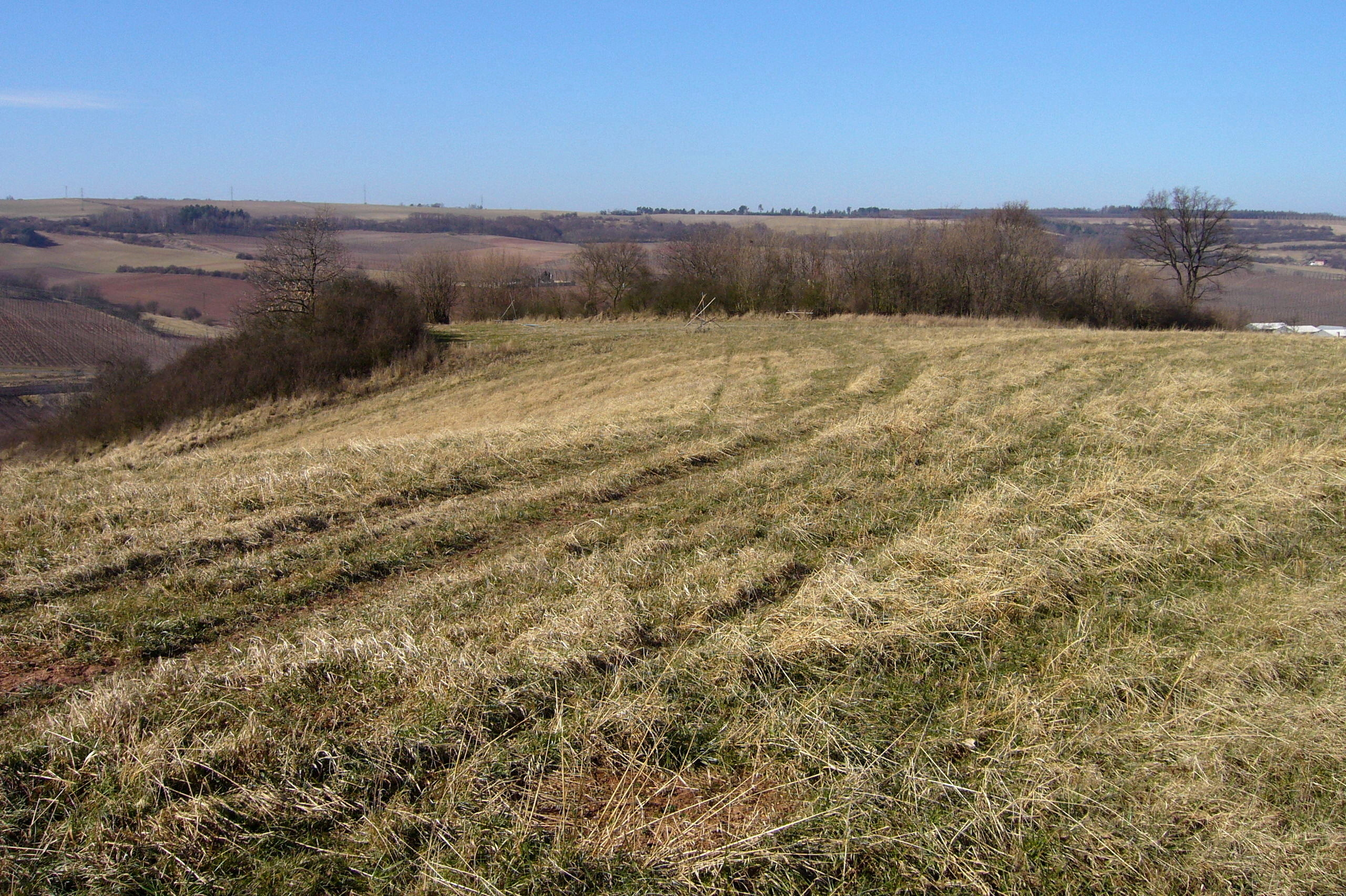
Plocha hradního jádra v roce 2008

Z hradu se dochovaly jen terénní zbytky, které neumožňují přesnější určení podoby. Byl postaven na oválném půdorysu na ostrožně oddělené příkopem. Boční strany byly před příkopem navíc opevněny valem. Údajné zbytky sklepení viditelné ještě v 19. století dnes neexistují.
Po roce 1985 zanikl relikt studny na vnitřní ploše jádra, byl zničen val na jižní straně a příkop na vstupní straně i s přejezdem přes něj zarovnán.

## Přístup ke hradu
Ke zbytkům hradu vede neznačená cesta. Za rybníkem je nutno odbočit doprava a na konci ulice doleva. Zde začíná cesta relativně prudce stoupat serpentýnou kolem domů čp. 77, 67 a 69, mění se z asfaltové na polní a asi 70 m za posledním domem končí přímo na okraji hradu.